# Actinecta coerulea
Actinecta coerulea is een zeeanemonensoort uit de familie van de Minyadidae. De wetenschappelijke naam van de soort is voor het eerst geldig gepubliceerd in 1830 door Lesson.